# Grad Cesargrad
Grad Cesargrad (hrvaško Cesargrad) je nekoč stal vrhu Cesargrajske gore neposredno nad reko Sotlo in mestecem Klanjec na meji med Slovenijo in Hrvaško in je bil ena največjih srednjeveških utrdb na Hrvaškem. V potresu leta 1775 je bil močno poškodovan in ga niso več obnovili, tako da so danes ostale samo razvaline.

## Zgodovina
Grad je po vsej verjetnosti dal zgraditi ogrski kralj v drugi polovici 13. stoletja ali v začetku 14. stoletja kot mejno utrdbo. Grad je prvič omenjen šele leta 1399 pod imenom Chazar v listini z dne 27. januarja 1399, ko ga je ogrski kralj Sigismund Luksemburški skupaj z Zagorsko županijo podelil celjskemu grofu Hermanu II. Celjski grofje in državni knezi ter večkrat hrvaški bani so grad imeli v posesti do 1456. Po nekaterih domnevah so ime gradu-trdnjavi dali kot porog nasproti stoječemu gradu Kunšpeku (tudi Königsbergu oziroma Kraljevcu). V drugih listinah se omenja z imeni Czaszar, Czaszarwar, Kaysersperg. Po smrti Ulrika II. Celjskega je grad leta 1456 zavzel ali pridobil Andrej Baumkircher in sta na njem gospodovali njegova družina in družina Andreja Stubenberga vse do leta 1521. In to kljub temu, da je ogrski kralj Matija Korvin grad z darilno listino leta 1463 podaril vojskovodji Celjskih in takrat že hrvaškemu banu Janu Vitovcu. Šele leta 1521 je gospodar gradu postala družina Erdődy. V času kmečkega upora je 29. januarja 1573 grad osvojila in poškodovala kmečka vojska. Po obnovi je na gradu prebivala družina Erdődy do leta 1603, ko se je preselila v novozgrajene Nove dvore klanječke. Vendar so grad še naprej vzdrževali vse do potresa leta 1775, ko so ga pustili počasi propadati. To potrjuje bakrorez gradu, ki jo je naredil Georg Matthäus Vischer leta 1681.